# Берлін-Бранденбург (аеропорт)
Аеропорт Берлін-Бранденбург Віллі Брандта (нім. Flughafen Berlin Brandenburg (IATA: BER, ICAO: EDDB)) — міжнародний цивільний аеропорт у Шенефельді, земля Бранденбург, на південь від Берліна, Німеччина.
Аеропорт відкрито 31 жовтня 2020 року. Після відкриття новий аеропорт став єдиним цивільним у Берліні: Берлін-Тегель припинив пасажирське сполучення 8 листопада 2020 року, а Берлін-Шенефельд реорганізовано в Термінал 5 аеропорту Берлін-Бранденбург.
Аеропорт є хабом для:
- Condor Airlines
- easyJet
- Eurowings
- Ryanair
- Sundair
- TUI fly Deutschland

## Термінали

### Термінал 1
U-подібна головна будівля терміналу аеропорту Берлін-Бранденбург — Термінал 1 — має склад з конкорсів A, B (01-25), C та D, була спроектована архітекторами бюро gmp. Це — компанія, яка спроектувала шестикутний термінал А в аеропорту Тегель, що відкрився в 1974 році. BER-термінал знаходиться між двома злітно-посадковими смугами, створюючи так званий середній аеропорт над станцією міської електрички. Термінал має чотири загальнодоступні рівні, позначені 0, 1, 2 та 3.
Зона реєстрації знаходиться в загальнодоступній зоні на рівні 1 має 118 стійок реєстрації, згрупованих у вісім кластерів, які мають називу острівками реєстрації. Планувальники передбачають, що значна кількість пасажирів використовуватиме понад 100 автоматів для самостійної реєстрації, які будуть встановлені. Крім того, до травня 2015 року було додано дві прибудови з обох сторін основної зони реєстрації, що містила ще 12 стійок реєстрації та вісім смуг безпеки, кожна, щоб уникнути переповнення головного залу.
BER обладнаний 25 телетрапами та 85 причалами. Зони посадки та прибуття розділені на три пірси, головний пірс завдовжки 715 м, а північний та південний пірси по 350 м. Головний пірс має 16 телетрапів, всі, крім одного, мають два рівні, тим самим відокремлюючи пасажирів, що прибувають і вилітають. Рівень 1 призначений для пасажирів Шенгенської зони (гейти A01 — A20, B01 — B20), тоді як рівень 2 (гейти C01 — C19, D01 — D17) призначений для пасажирів, поза шенгенських напрямків. Вісім гейтів призначені для розміщення широкофюзеляжних літаків, і один гейт спроектовано для розміщення Airbus A380. Мезонін (рівень Z) біля гейтів A21–22 та B21 дозволяє проводити додаткові перевірки безпеки перед посадкою на рейси до США та Ізраїлю. Lufthansa та Air France-KLM використовують головний пірс.
Південний пірс був зарезервований для майже ексклюзивного використання збанкрутілої Air Berlin та його партнерів Oneworld альянсу. Південний пірс має дев'ять одноповерхових телетрапів (гейти A30 — A38). Північний пірс відрізняється більш мінімалістичним дизайном у порівнянні з двома іншими пірсами. Це відповідає вимогам бюджетних перевізників і не має телетрапів — лише гейти для посадки (B30–45) з прямим доступом до перону.
Головними операторами термінала 1 є авіакомпанії: easyJet, Lufthansa Group, Air France, British Airways, Turkish Airlines, United Airlines та Qatar Airways.

### Термінал 2
У березні 2016 року було оприлюднено плани щодо окремого терміналу бюджетних авіакомпаній вартістю 200 мільйонів євро.Будівництво теперішнього термінала 2 із секцією B (30–45) (який спочатку був побудований як частина термінала 1) було розпочато 2018 року та завершено вчасно у вересні 2020 року, щоб забезпечити додаткову пропускну здатність, особливо для лоукостерів.
Термінал 2 побудований як просторіший об’єкт для відправлення та прибуття поруч із головною будівлею Термінала 1, безпосередньо з’єднаний з його північним пірсом, щоб збільшити пропускну здатність для реєстрації при спільному використанні тих самих зон злітно-посадкової зони.
Спочатку Eurowings мала керувати своєю базою в Берліні з термінала 2. 
Проте через COVID-19 заклад був закритий, оскільки в осяжному майбутньому не було потрібного пасажирообігу. 
До того часу всі рейси обслуговувалися в терміналі 1.
У листопаді 2021 року було оголошено, що Термінал 2 планується відкрити до квітня 2022 року, щоб розвантажити Термінал 1, оскільки пасажирообіг підвищився; таким чином, термінал 1 мав проблеми з пропускною здатністю. Термінал 2 було відкрито 24 березня 2022 року з Ryanair як основним орендарем, але в тому ж році в листопаді Wizz Air також переніс свої операції в новий термінал, тоді як початковий передбачуваний користувач об’єкта Eurowings залишився в Терміналі 1.

### Термінал 5
Термінал 5 складається з колишніх термінальних споруд старого аеропорту Берлін-Шенефельд, які були відремонтовані та перейменовані з пірсів A, B, C та D на K, L, M та Q.
У 2019 році було вирішено залишити старі потужності в експлуатації, щоб забезпечити більшу місткість для очікуваного пасажиропотоку. 

Старе покриття летовища Шенефельд, яке було відремонтовано і модернізовано, також використовувалося. 

Термінал 5, який був розташований на північній стороні аеропорту, був сполучений із термінальним комплексом аеропорту (терміналами 1 і 2) виключно за допомогою S-Bahn і автобусів громадського транспорту. 

Планувалося, що термінал 5 працюватиме до відкриття запланованого термінала 3 у 2030 році. 
 
У листопаді 2020 року було оголошено, що термінал 5 буде тимчасово закрито через низький пасажиропотік через COVID-19 з перенесенням усіх рейсів до головного терміналу 1.

Термінал було закрито до подальшого повідомлення 22 лютого 2021 
 
і на момент закриття не очікувалося, що він знову відкриється. 

У січні 2021 року в Терміналі 5 відкрився вакцинальний центр для введення вакцин проти COVID-19. 

Центр вакцинації також залишався відкритим після закриття термінала для польотів. 

У березні 2022 року Термінал 5 був переобладнаний у тимчасовий притулок для розміщення біженців з України. 

У листопаді 2022 року адміністрація аеропорту підтвердила, що термінал 5 залишиться закритим назавжди.

## Авіалінії та напрямки, серпень 2023
| Авіакомпанія                  | Пункт призначення |
| ----------------------------- | --- |
| Aegean Airlines               | Афіни, Салоніки |
| Aer Lingus                    | Дублін |
| Air Cairo                     | Хургада Сезонний: Марса-Алам, Шарм-ель-Шейх (з 1 листопада 2023) |
| Air France                    | Париж–Шарль де Голль |
| Air Malta                     | Мальта |
| Air Serbia                    | Белград |
| airBaltic                     | Рига, Таллінн, Вільнюс |
| AnadoluJet                    | Анкара, Стамбул–Сабіха Гекчен |
| Austrian Airlines             | Відень Сезонний: Інсбрук |
| Azerbaijan Airlines           | Баку |
| British Airways               | Лондон-Сіті, Лондон–Хітроу |
| Brussels Airlines             | Брюссель |
| Bulgaria Air                  | Софія |
| Condor                        | Сезонні: Агадір (з 4 листопада 2023), Дубай (з 23 жовтня 2023), Хургада (з 21 жовтня 2023) |
| Corendon Airlines             | Сезонний: Анталія, Іракліон, Хургада, Ізмір |
| Croatia Airlines              | Сезонний: Спліт |
| DAT                           | Саарбрюккен Сезонний: Борнгольм |
| Delta Air Lines               | Сезонний: New York–JFK |
| easyJet                       | Амстердам, Барселона, Базель — Мюлуз — Фрайбург, Бристоль, Катанія, Копенгаген, Единбург, Фуертевентура, Мадейра, Женева, Глазго, Гран-Канарія, Хургада, Ларнака, Лондон–Гатвік, Лондон–Лутон, Малага, Манчестер, Мілан–Лінате, Неаполь, Ніцца, Пальма-де-Майорка, Париж–Шарль де Голль, Париж–Орлі, Піза, Приштина, Рим–Ф’юмічіно, Стокгольм–Арланда, Тель-Авів, Тенерифе-Південний, Валенсія, Венеція, Цюрих Сезонний: Акаба, Бірмінгем (з 31 березня 2024), Бордо, Бургас, Ханья, Корфу, Дубровник, Фару, Іракліон, Ібіца, Кос, Ла-Пальма (з 8 листопада 2023), Лансароте, Марса-Алам, Менорка, Ольбія, Порту, Превеза, Пула, Родос, Рієка, Шарм-ель-Шейх, Спліт, Салоніки, Тиват, Варна, Задар, Закінф |
| EgyptAir                      | Каїр |
| El Al                         | Тель-Авів |
| Eurowings                     | Аліканте, Бейрут, Кельн/Бонн, Копенгаген, Дубай (з 29 жовтня 2023), Дюссельдорф, Гетеборг, Грац, Гельсінкі, Малага, Ніцца, Пальма-де-Майорка, Порту, Зальцбург, Стокгольм–Арланда, Штутгарт Сезонний: Анталія, Бастія, Дубровник, Фуертевентура, Гран-Канарія, Іракліон, Хургада, Ібіца, Кос, Лансароте, Ларнака, Родос, Рієка, Рованіемі (з 13 січня 2024), Спліт, Тенерифе-Південний, Тромсе (з 10 грудня 2023), Задар, Закінф |
| Finnair                       | Гельсінкі |
| FlyErbil                      | Ербіль |
| FlyOne                        | Кишинів |
| Freebird Airlines             | Сезонно: Анталія |
| Georgian Airways              | Тбілісі |
| Hainan Airlines               | Пекін |
| Iberia                        | Мадрид |
| Icelandair                    | Рейк'явік |
| Iraqi Airways                 | Багдад, Ербіль |
| Israir Airlines               | Сезонно: Тель-Авів |
| Jet2.com                      | Сезонно: Лідс/Бредфорд, Ньюкасл |
| KLM                           | Амстердам |
| LOT Polish Airlines           | Варшава–Шопен |
| Lufthansa                     | Франкфурт, Мюнхен |
| Luxair                        | Люксембург |
| Norse Atlantic Airways        | Маямі (з 14 грудня 2023 р.) Сезонно: New York–JFK |
| Norwegian Air Shuttle         | Берген, Копенгаген, Осло-Гардермуен, Стокгольм–Арланда, Тронгейм |
| Nouvelair                     | Сезонний: Джерба, Монастір, Туніс |
| Pegasus Airlines              | Стамбул–Сабіха Гекчен Сезонний: Анкара, Анталія, Ізмір |
| PLAY                          | Рейк'явік |
| Qatar Airways                 | Доха |
| Royal Jordanian               | Амман |
| Ryanair                       | Барселона, Барі, Мілан-Бергамо, Біллунн, Болонья, Брюссель, Бухарест, Будапешт, Катанія, Дублін, Східний Мідландс, Единбург, Фару, Краків, Лісабон, Лондон–Станстед, Мадрид, Малага, Манчестер, Марракеш, Марсель, Мілан–Мальпенса, Палермо, Пальма-де-Майорка, Пафос, Піза, Порту, Рига, Рим–Ф’юмічіно, Софія, Таллінн, Тель-Авів, Тенерифе-Південний, Салоніки, Тревізо, Валенсія, Венеція, Вільнюс Сезонний: Аліканте, Афіни, Баня-Лука, Ханья, Корфу, Фуертевентура, Гран-Канарія, Іракліон, Ібіца, Кос, Лансароте, Люксембург, Подгориця, Родос, Задар |
| Scandinavian Airlines         | Копенгаген, Осло-Гардермуен, Стокгольм–Арланда |
| Scoot                         | Сінгапур |
| SkyAlps                       | Больцано |
| SmartLynx Airlines            | Сезонний чартер: Дубай–Аль-Мактум |
| Sundair                       | Бейрут, Фуертевентура, Хургада Сезонні: Бургас, Корфу, Мадейра, Гран-Канарія, Іракліон, Кос, Марса-Алам, Родос, Тенерифе-Південний, Варна |
| SunExpress                    | Анталія, Газіантеп, Ізмір Сезонні: Адана, Анкара, Бодрум, Даламан, Самсун |
| Swiss International Air Lines | Цюрих |
| TAP Air Portugal              | Лісабон |
| Transavia France              | Париж-Орлі Сезонно: Монпельє, Нант |
| Tunisair                      | Сезонний: Джерба |
| Turkish Airlines              | Стамбул Сезонний: Адана, Анталія, Бодрум, Газіантеп, Ізмір, Самсун, Трабзон |
| United Airlines               | Ньюарк Сезонний: Вашингтон–Даллес |
| Vueling                       | Барселона |
| Volotea                       | Ліон (починається 10 жовтня 2023), Верона |
| Wizz Air                      | Белград, Будапешт, Клуж, Ясси, Кутаїсі, Скоп'є, Тирана, Тузла, Варна |

## Статистика
Див. джерело запитів Вікіданих та джерела.

## Наземний транспорт

### Залізничний

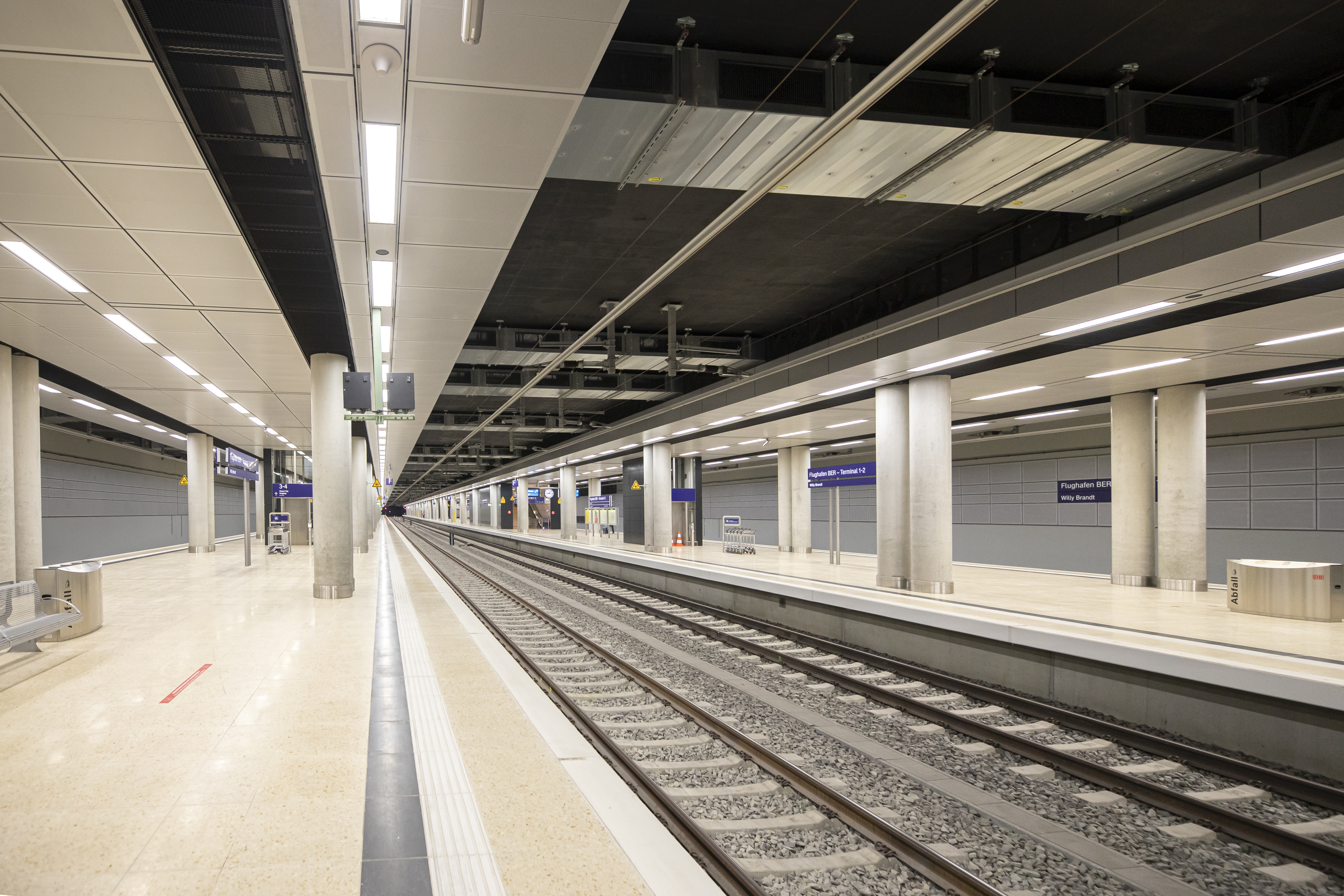
Інтер'єр станції «Аеропорт Бранденбург — Термінал 1-2»

Під пероном і термінальним комплексом розташовано залізничний тунель мілкого закладення завдовжки 3,1 км.
Станція Аеропорт Бранденбург — Термінал 1-2 має шість колій і є найнижчим рівнем Терміналів 1-2. 

Дві колії обслуговують Берлінський S-Bahn: S9 — штадтбан, а S45 — південну дистанцію Рінгбану. 
Інші чотири колії обслуговують потяги EuroCity, InterCity, Intercity-Express і Regional-Express. 
Комплекс термінала 5 обслуговується станцією BER Airport – термінал 5, яка раніше обслуговувала колишній аеропорт Шенефельд.
Deutsche Bahn підтвердив у серпні 2011 року, що кілька щоденних потягів Intercity-Express та InterCity сполучатимуть аеропорт з Білефельдом, Ганновером, Гамбургом, Дрезденом, Лейпцигом, Галле та Вольфсбургом. 
Потяги EuroCity також сполучатимуть з Вроцлавом і Краковом у Польщі, Амстердамом у Нідерландах і Прагою в Чехії. 

Очікується, що близько половини пасажирів отримають доступ до BER залізницею. 
Експрес-лінія (Regionalbahn) сполучає аеропорт зі станцією Берлін-Головний за 30 хвилин. 

Ще дві зупинки на Берлін-Потсдамер-Плац та Берлін-Зюдкройц будуть на маршруті аеропортового експреса, час в дорозі — 20 хвилин. 

У 2019  році розпочалась реконструкція залізниці Берлін — Дрезден, яка дозволить 20-хвилинну поїздку до Берлін-Головний, реконструкція має завершиться у 2025 році. 

До того часу експрес курсуватиме через Берлін-Гезундбруннен та Берлін-Осткройц. 

### Автомобільний транспорт
Аеропорт Берлін-Бранденбург має власний вихід на автобан A113. 
До відкриття BER завершено будівництво чотирьох паркінгів та центру прокату автомобілів. 
На чотирьох багатоповерхових паркінгах доступно близько 10 000 паркувальних місць.

### Автобус
BER обслуговується експрес-автобусами X7, X71 і X11. 
З X7 можлива пересадка на станції Рудов, лінія метро U7. 
X71 сполучає аеропорт з Альт-Марієндорфом уздовж U6 через Рудов. 
Автобус X11 прямує до Ліхтерфельде-Вест і Далема. 
Існують також спеціальні експрес-автобуси, «BER1» і «BER2», що сполучають аеропорт зі станціями Берлін-Ратгауз-Штегліц і Потсдам-Головний.

## Торгово-експозиційна площа

### Берлінський авіасалон (ILA)

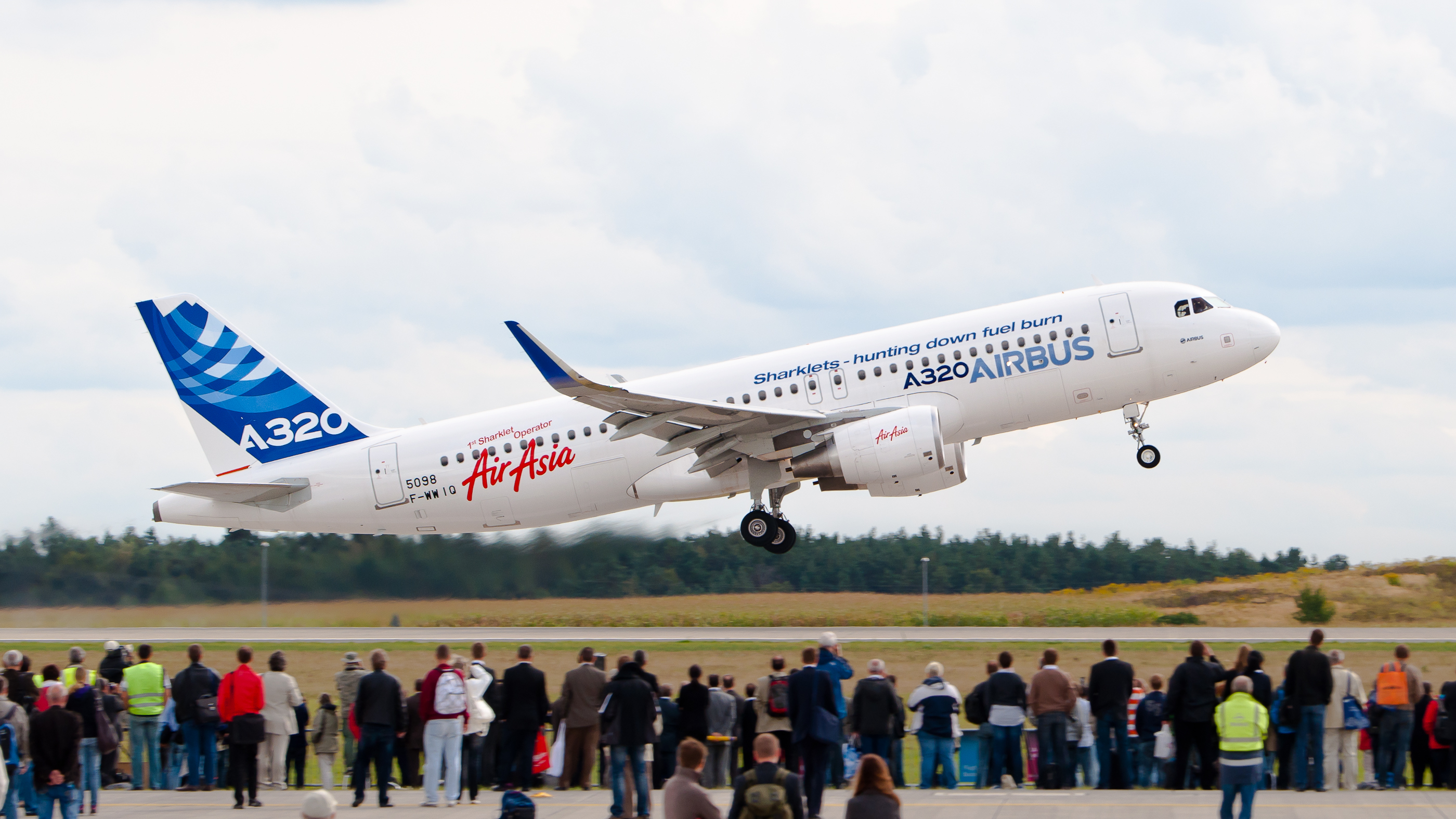
Показ польоту літака Airbus A320-200 на Берлінському авіасалоні

3 липня 2012 року Берлінський ЕкспоЦентр «Аеропорт» відкрито у південно-східній частині території аеропорту. 

Мессе-Берлін управляє виставковим комплексом площею 250 000 м², який призначений в першу чергу як місце проведення Берлінський авіасалон. 

### Інформаційний центр аеропорту
Одночасно з закладкою фундаменту для будівництва нового аеропорту біля старого аеропорту Шенефельд відкрився інформаційний центр під назвою airportworld. 
14 листопада 2007 року Infotower, 32-метрова громадська оглядова вежа, що містить виставку з інформацією про новий аеропорт, відкрилася на будівельному майданчику BER. 

### Бізнес парк
Територія навколо BER зонується як комерційний район. Планується будівництво торгових центрів і паркінгів, а також промислових, комерційних і офісних приміщень. 
У термінальному комплексі буде розташований BER Airport City площею 16 га. 
Продажі нерухомості почалися восени 2006 року, а з 2009 року тут були побудовані офіси, готелі, пункти прокату автомобілів, чотири паркінги на 10 000 місць, ресторани та торгові площі.
На півночі розташований BER Business Park Berlin із запланованою площею 109 га для промислового та комерційного використання, а також конгрес-центрів. 
Інший Business Park North був запропонований як майбутнє використання території старого терміналу Шенефельд. 
Однак ці плани були призупинені через рішення про включення термінала в новий аеропорт.